# Thane
Thane (Marathi: ठाणे, Ṭhāṇe; früher Thana) ist eine Stadt im indischen Bundesstaat Maharashtra.
Sie gehört zum Großraum der Metropole Mumbai (Bombay) und hat 1,8 Millionen Einwohner. Thane ist Verwaltungssitz des gleichnamigen Distrikts.

## Geografie
Thane liegt unweit nordöstlich von Mumbai auf der Insel Salsette. 

## Geschichte
Der erste indische Zug fuhr am 16. April 1853 zwischen Bombay und Thane.

## Wirtschaft
Die Indien-Zentrale des deutschen Unternehmens Bayer AG sowie ein Shared Service Center der thyssenkrupp AG liegen in der Stadt.

## Persönlichkeiten
- Rudrankksh Patil (* 2003), Sportschütze